# Потир из Слуцка
Потир из Слуцка — церковная серебряная чаша (потир) из Слуцкого Свято-Троицкого монастыря.

## История
Преподнесен в качестве подарка Слуцкому Троицкому монастырю князем Юрием III Олельковичем в 1580 году, о чем свидетельствует подарочная надпись, выгравированная на обратной стороне ножки: «Юрій Юріевич Олелко кніажа Слуцкое ЯФП [что означает 1580 год ] До мон(ас)тира светое Троици Архіма(ндрыі) Слуцкое».
В 1860-е годы, при перевозе монастырских ценностей в Минск, эта надпись стала поводом оставить потир вместе с архимандритским жезлом и Евангелием Юрия Олельки в Слуцке.
Вместе с жезлом и Евангелием экспонировался на Московской археологической выставке 1889 года.
Потир являлся монастырской имуществом до 1920-х годов, потом попал в сбор Слуцкого краеведческого музея, оттуда в Белорусский государственный музей в Минске, а во время Великой Отечественной войны вместе со многими другими экспонатами был утрачен.

## Описание

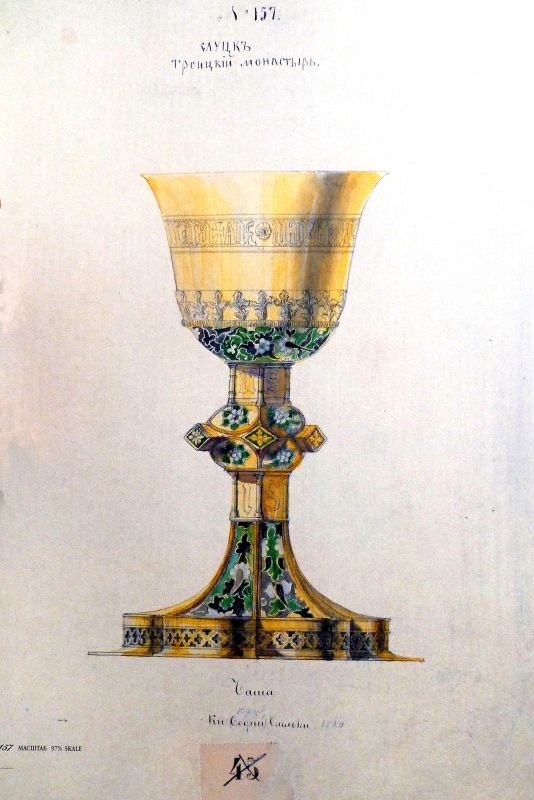
Слуцкий потир. Рисунок Д. Струкова

Высота чаши составляла 22 сантиметра. Потир определяется композиционной уравновешенностью и декоративной сдержанностью. Он сделан из серебра с последующим золочением шестилепестковой розетки. Внутри чаша была позолоченная, а снаружи декорирована филигранными растительными и геометрическими орнаментальными изображениями.
Судя по рисунку Д. Струкова, этот декор был сделан эмалью. Черные, зеленые и сероватыя орнаментальные мотивы отлично сочетались с его золотистой поверхностью. В орнаменте рядом с готическими крестовидными цветами встречались цветы на стеблях с небольшими листочками. Такого характера цветы есть и на окладах белорусских икон. Этот мотив особенно характерен для Белорусского Полесья.

## Происхождение
Польская исследовательница Мария Каламайская-Сайд относит потир к изделиям мастеров польской Краковской художественной школы, выражая согласие с аналогичным мнением Юзефа Смолинского, который изучал слуцкие древности в начале XX века. Слуцкий потир, которому присущи стилевые признаки поздней готики, во многом похож на сохранившиеся произведения краковских ювелиров XV—XVI веков. В Слуцк он мог попасть вместе с дочерью краковского воеводы Станислава Тенчинского Катажиной, которая в 1558 году стала женой князя Юрия II Олельковича. Также потир мог быть специально заказан в Кракове, с которым у Слуцка имелись династические и культурные связи.
Однако потир из Слуцка в отличие от польских имеет более строгие формы, кроме того в Слуцке в XVI—XVIII веках мастеров обработки металлов, в том числе и цветных, было достаточно, поэтому вопрос авторства чаши до сих пор остается открытым.